# Championnat d'Asie masculin de basket-ball 1965
Navigation
Taïwan 1963 Corée du Sud 1967
Le championnat d'Asie de basket-ball 1965 est la troisième édition du championnat d'Asie des nations. Elle s'est déroulée du 28 novembre au 11 décembre 1965 à Kuala Lumpur en Malaisie.

## Classement final
| Position | Équipe       | Bilan |
| -------- | ------------ | ----- |
| 1        | Japon        | 8v-1d |
| 2        | Philippines  | 8v-1d |
| 3        | Corée du Sud | 6v-3d |
| 4        | Thaïlande    | 4v-5d |
| 5        | Taïwan       | 5v-4d |
| 6        | Malaisie     | 2v-7d |
| 7        | Inde         | 4v-3d |
| 8        | Hong Kong    | 2v-5d |
| 9        | Singapour    | 1v-6d |
| 10       | Viêt Nam     | 1v-6d |